# Жниця (картина Пимоненка)
«Жни́ця» — картина українського живописця Миколи Пимоненка, cтворена 1889 року. Зберігається в Національному художньому музеї України у Києві.

## Опис
У різні роки своєї творчості Пимоненко звертався до зображення селянської праці — показував роботу під час збирання хлібів («Жнива», 1896; «Жниця») та оранки («Орач»), на сінокосі («Збирання сіна на Україні», 1907).
На цьому полотні живописець створив привабливий образ молодої селянки. Її зображено на першому плані, на фоні поля. Вона здається, ніби на хвилину відірвалася від роботи і, привітно усміхаючись, дивиться на глядача. Лице жниці передає щирість і доброзичливість. На другому плані й вдалині зображено жінок, які вміло жнуть. Фігури їх лише окреслено, і увага на процесі праці не зосереджена. В цій картині, як і більшості робіт митця 1890-х років, колорит ще не багатий на відтінки. Живопис в картині трохи забагато деталізований (наприклад, це відчувається в тому як зображене колосся жита); яскраве сонячне освітлення написано ще доволі умовно. Все це трохи зменшує художню виразність полотна.